# 名古屋市立明治小学校
名古屋市立明治小学校（なごやしりつ めいじしょうがっこう,英語: Nagoya City Meiji Elementary School）は、愛知県名古屋市南区明治二丁目にある公立小学校。

## 概要
1947年（昭和22年）名古屋市立明治小学校設置。2015年（平成27年）に創立80周年を迎える。学級数は13学級。2020年度（令和2年度）時点で児童数は289名。
1967年（昭和42年）ごろに南方貨物線の建設への協力のため、2,800万円で校地の一部を日本国有鉄道（国鉄）に売却したが、同路線は未成線に終わり、同地に建っていた高架橋も利用されることなく解体された。これを受け、名古屋市会議員・横井利明や、名古屋新幹線公害訴訟弁護団が、土地を管理する鉄道建設・運輸施設整備支援機構 (JRTT) に対し、土地の返還を要請し、名古屋市教育委員会が土地を有償で取得。同校の運動場として整備され、2010年（平成22年）1月に利用が開始された。

## 校歌
作詞は教職員、作曲は伊藤亘行。

## クラブ活動
部活は、サッカー部・バスケットボール部・金管楽器部・野球部がある。クラブは、軽スポーツクラブ・料理クラブ・手芸クラブなどがある。。

## 歴史

### 沿革
- 1936年 - 明治尋常小学校開校。
- 1947年 - 名古屋市立明治小学校に校名を変更。
- 1956年 -  創立20周年式典。
- 1961年 -  分校が出来る。（翌年、伝馬小として独立）
- 1975年 -  創立40周年記念『明治の庭』完成。
- 2002年 - 明治自然ワールド『ビオトープ』完成。
- 2003年 - トワイライトスクール開校。
- 2011年（平成23年）7月1日 - 愛知県警察南警察署による防犯教室が行われ、同年8月公開の映画『こちら葛飾区亀有公園前派出所』に出演の香取慎吾と速水もこみちが来校[6]。
- 2015年 - きんさん桜・ぎんさん桜植樹。創立80周年式典。

### 児童数の変遷
『愛知県小中学校誌』（1998年）によると、児童数の変遷は以下の通りである。
| 1947年（昭和22年） | 779人   |  |
| 1957年（昭和32年） | 2,215人 |  |
| 1967年（昭和42年） | 1,273人 |  |
| 1977年（昭和52年） | 1,555人 |  |
| 1987年（昭和62年） | 989人   |  |
| 1997年（平成9年）  | 662人   |  |

## 通学区域
- 内田橋1丁目・2丁目
- 三条1丁目・2丁目
- 氷室町
- 明治1丁目・2丁目[8]

## 受賞歴
- 1983年 - FBC春花壇で文部大臣賞受賞。
- 1991年 - 環境美化教室実践優良校として表彰。
- 1999年 - FBC春花壇で「大賞」受賞。
- 2013年 - 交通安全優良校受賞。